# CVAX

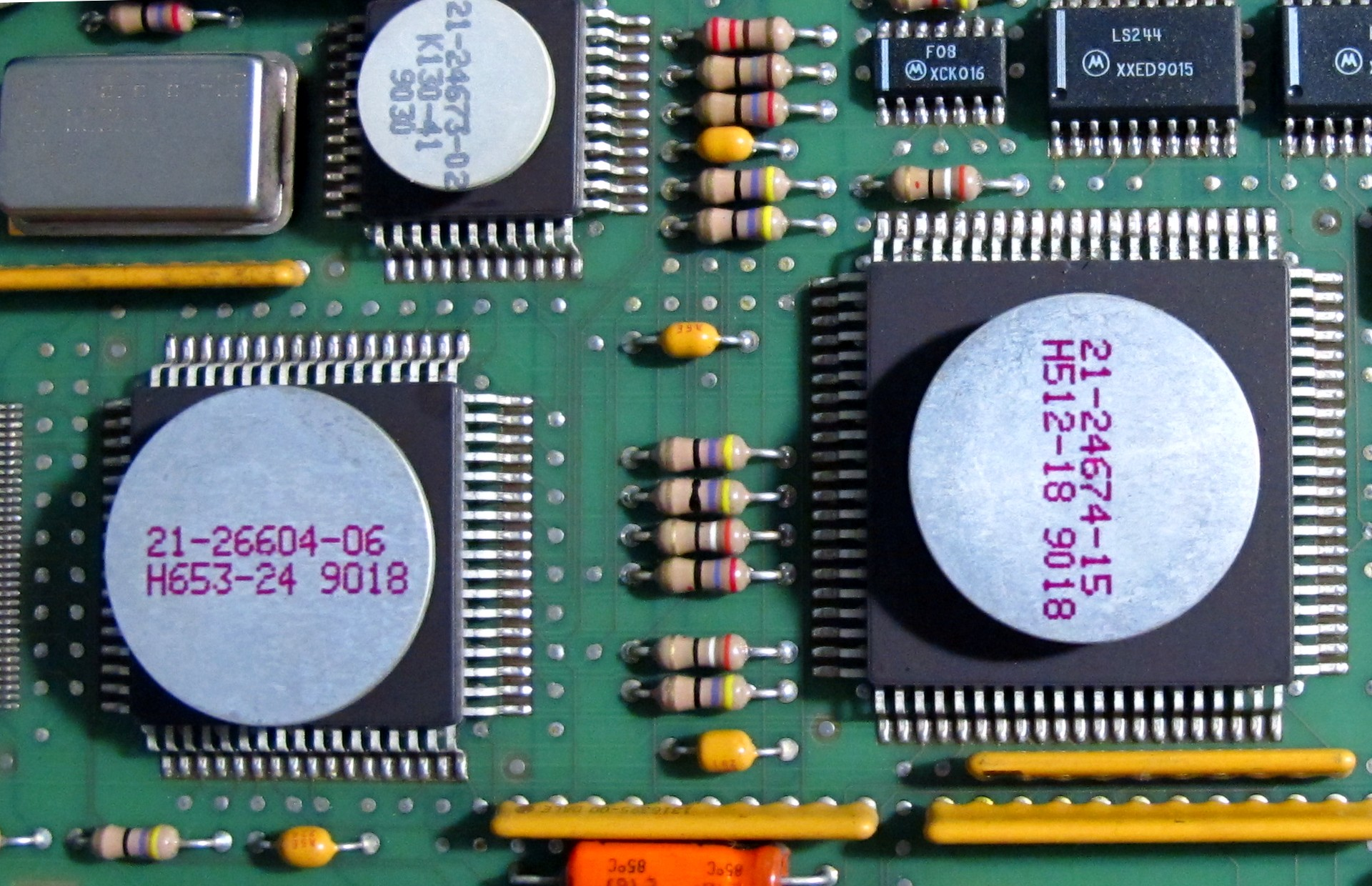
CVAX CPU (rechts) und CFPA (FPU) auf linken Seite aus einer MicroVAX 3400. Links oben der Taktchip

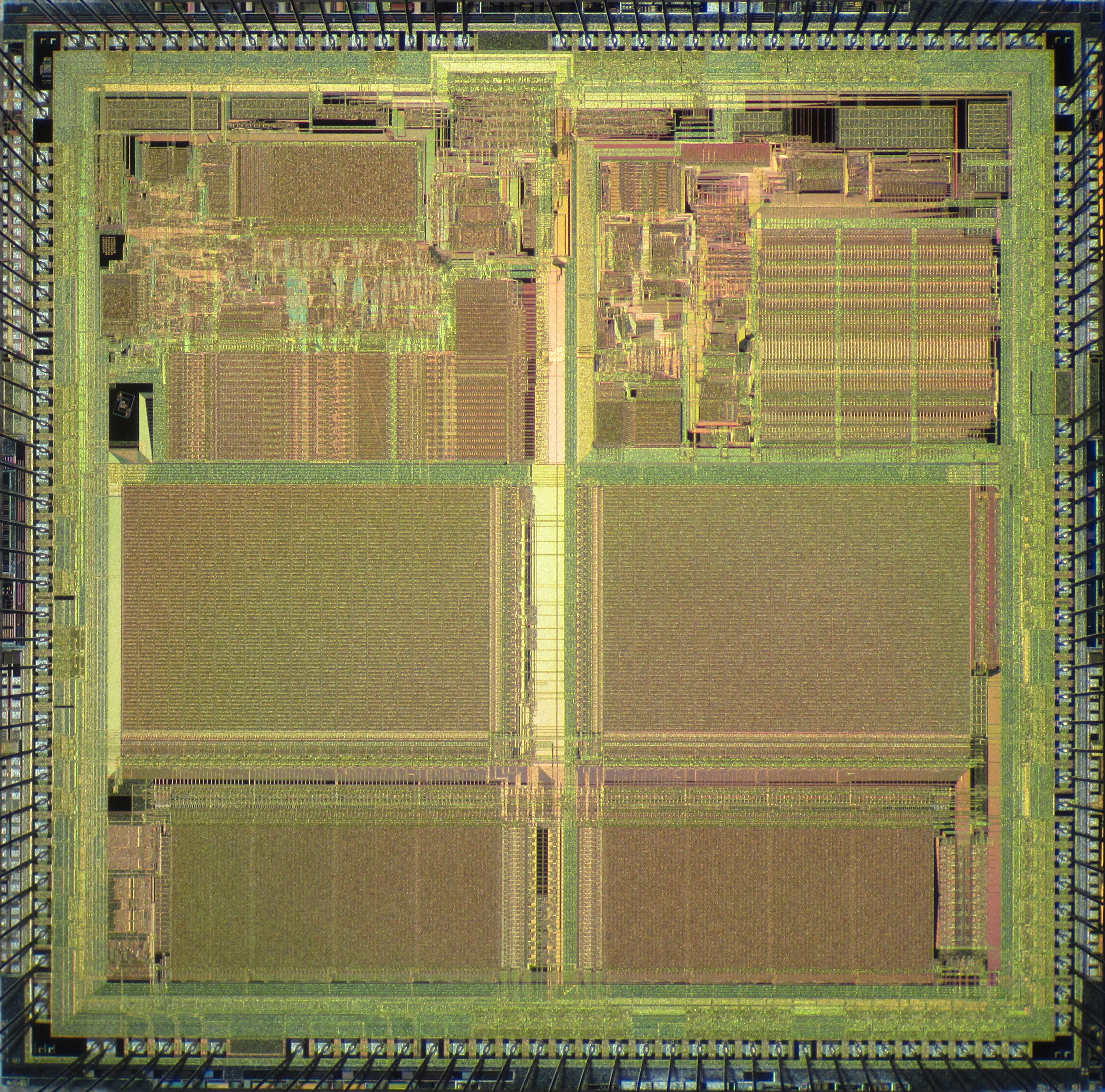
Die eines DEC CVAX SoC (DC222G)

CVAX ist ein Chipsatz, der von der Digital Equipment Corporation (DEC) von 1984 bis 1987 entwickelt, sowie in Folge hergestellt wurde und die Virtual Address eXtension (VAX) implementiert hat. Der Chipsatz wurde exklusiv in DEC-Rechnern wie MicroVAX 3400, MicroVAX 3100 Model 10/20 oder der VAX 6000 Model 2/3 verwendet und war nicht für andere Rechnerhersteller erhältlich. Der im Chipsatz enthaltene 32-Bit-Mikroprozessor war der erste Prozessor von DEC, der einen prozessorinternen Cache umfasste. Um Chipfläche zu sparen, wurde der 1 KiByte große Cache für Daten und Programmcode mit dynamischen RAM-Zellen realisiert, die nur aus einem Feldeffekttransistor pro Bit bestehen.

## Aufbau
Der Chipsatz besteht aus einem 32-Bit-Mikroprozessor (CVAX 78034-CPU, 21-24674), welcher mit maximal 12,5 MHz getaktet werden kann, einer Gleitkommaeinheit, die als floating-point accelerator (CFPA, 21-26604) bezeichnet wird, einem Taktchip CVAX clock chip und verschiedenen peripheren Chips, wie den CVAX System Support Chip (CSSC), CVAX Memory Controller (CMCTL) und dem CVAX Q-Bus Interface Chip (CQBIC, 21-25972).
Die CVAX 78034-CPU besteht aus rund 134.000 Feldeffekttransistoren auf einer Chipfläche von 9,7 mm mal 7,4 mm. Gefertigt wurde der Prozessor von DEC in einem CMOS-Prozess mit einer Strukturbreite von 2 µm. Er ist in einem Chipgehäuse CQFP-84 untergebracht. Der Prozessor wird über Mikrocode gesteuert und besitzt eine partielle Pipeline. Das Rechenwerk umfasst 16 allgemein verwendbare je 32 Bit breite Register. Es kann eine physische Speichergröße von 1 GiByte und ein virtueller Adressraum von 4 GiByte adressiert werden.
Der zunächst als eigener Chip ausgeführte Gleitkommaprozessor (CFPA), welcher direkt über eine spezielle Schnittstelle an die CVAX-CPU angeschlossen wird, besteht aus rund 65.000 Feldeffekttransistoren auf einer Chipfläche von 7,3 mm mal 9,1 mm. Der CFPA ist auf Gleitkommaoperatoren wie Multiplikation und Division optimiert.
Kurz vor dem Massenproduktionsstart des CVAX-Chipsatzes wurde Ende 1987 eine in der Strukturbreite auf 1,5 µm verkleinerte Variante vorgestellt. Dieser als CVAX+ oder als CVAX-60 bezeichnete Chipsatz konnte mit einer höheren Taktrate von knapp über 16 MHz betrieben werden und wurde in den Folgejahren in den damals neuen VAX-6200-Multiprozessorrechnern eingesetzt. Die letzte Anpassung an dem Chipsatz war im Jahr 1990 die Integration des CFPA und des CVAX-Taktchips mit einem 8 KiByte großen L2-Cache in einem Chip.

## Besonderheiten
Auf dem CVAX 78034-CPU-Halbleiterchip wurden von den Entwicklerteam verschiedene, technisch nicht notwendige Symbole und Texte untergebracht. Diese Elemente sind nur nach mechanischer und chemischer Entfernung des Chipgehäuses mittels Dünnschliff und mit mikroskopischen Untersuchungsmethoden der Chipoberfläche sichtbar. Unter anderem wurde am Halbleiterchip die Darstellung einer Hand im Pokerspiel mit dem Text englisch $... The Dream Is Always The Same angebracht. Das drückte den Wunsch aus, das Betriebssystem OpenVMS booten zu können und die Eingabeaufforderung, welche sich mit einem $-Zeichen meldet, angezeigt zu bekommen.
Zu der damaligen Zeit wurden einige Halbleiterchips im ehemaligen Ostblock analysiert und ident nachgebaut, auch als Reverse Engineering bezeichnet. Während der Vorgängerchipsatz MicroVAX 78032 von DEC noch als MME U80701 in der ehemaligen DDR erfolgreich nachgebaut wurde, war dies aufgrund der zeitgeschichtlichen Abläufe mit dem Zerfall des Ostblocks beim CVAX-Chipsatz nicht mehr möglich. Der als U80900 in der DDR geplante Nachbau des CVAX 78034 wurde nie realisiert.
Da man sich auf Herstellerseite der Nachbauten im Ostblock bewusst war, wurde auf der Chipfläche der CVAX 78034 ein Text in russischer Sprache mit kyrillischen Schriftzeichen abgelegt, welcher sinngemäß aussagt: VAX – Wenn Du gut genug bist um das Beste zu stehlen.